# Pierino de Ponte
Pierino de Ponte (ou Pietro del Ponte) est le 45e grand maître des Hospitaliers de l'ordre de Saint-Jean de Jérusalem.

## Biographie
Il était originaire d'Asti, dans le Piémont (Italie du nord-ouest) et descendait de familles d'ancienne noblesse. 
Admis dans l'ordre des Hospitaliers, il était gouverneur de l'île de Kos lorsque Rhodes, alors siège de l'Ordre, tomba aux mains des Ottomans le 1er janvier 1523. 
Il était toujours à Kos en 1534 lorsque lui parvint la nouvelle de son élection en tant que grand maître pour succéder, à Malte, à Philippe de Villiers de L'Isle-Adam. Après deux mois passés en Calabre, il arriva à Malte le 10 novembre 1534
C'était un homme de mœurs austères et gardien rigoureux de la discipline. Sa magistrature fut de courte durée, si bien qu'il n'eut pas le temps de modifier quoi que ce fût à l'administration de l'île de Malte. En effet, il mourut le 18 novembre 1535, soit 15 mois après son élection. Il fut inhumé dans la chapelle de Notre-Dame des Victoires au fort Sant Angelo, à côté de Philippe de Villiers de L'Isle-Adam ; ses restes furent ensuite transportés dans la crypte de la co-cathédrale Saint-Jean de La Valette. 
C'est pendant sa magistrature que Charles Quint, avec l'appui des troupes de l'ordre de Saint-Jean de Jérusalem, prit Tunis le 21 juillet 1535, ce qui permet d'assurer les possessions des Hospitaliers en Afrique du Nord. C'est pendant cette même magistrature que furent frappées les premières monnaies à Malte.

## Sources bibliographiques
- Bertrand Galimard Flavigny (2006) Histoire de l'ordre de Malte, Perrin, Paris